# Лори Ханделанд
Лори Ханделанд (на английски: Lori Handeland) е американска писателка на бестселъри в жанра исторически, съвременен и паранормален романс, романтичен трилър и фентъзи. Пише и под псевдонима Лори Остин (Lori Austin) в жанра романтичен уестърн.

## Биография и творчество
Лори Ханделанд е родена на 17 декември 1961 г. във Фрийпорт, Илинойс, САЩ. Още на 10 години мечтае да стане писателка.
Докато учи педагогика в колежа прочита книга със заглавие „Как да пишем романси“, свързва се местния клон на писателите и се обучава да как пише. След дипломирането си работи като сервитьорка и служител във фотографско студио. През 1986 г. се омъжва за Браян Ханделанд.
Желанието да пише не я напуска и тя решава да участва в конкурс за нови романи според представени първите 5 страници. Участието ѝ е успешно и тя пише произведението в продължение на почти 2 години. Първият ѝ романс „Second Chance“ е публикуван през 1993 г.
Оттогава тя е автор на над 30 романса н най-различни жанрове на романтичната литература. Удостоена е с две награди „РИТА“ за романите си „The Mommy Quest“ и „Blue Moon“.
Много от произведенията на писателката са в списъците на бестселърите на „Ню Йорк Таймс“.
Лори Ханделанд живее със съпруга си и двамата си сина в Милуоки, Уисконсин. В свободното си време обича да чете и да плете.

## Произведения

### Като Лори Ханделанд

#### Самостоятелни романи
- Second Chance (1994)
- Shadow Lover (1995)
- Charlie and the Angel (1995)
- Full Moon Dreams (1996)
- Dreams of an Eagle (1998)
- Just After Midnight (1999)
- Mother of the Year (2000) – издадена и като „Out of Her League“
- When You Wish (2000)
- Loving a Legend (2000)
- Doctor, Doctor (2001)
- Leave It to Max (2001)
- An Outlaw for Christmas (2001)
- A Sheriff in Tennessee (2002)
- The Farmer's Wife (2002)
- When Midnight Comes (2010)

#### Серия „Рок Крийк Шест“ (Rock Creek Six)
- Reese (2001)
- Rico (2001)
- Nate (2002)

#### Серия „Братя Лучети“ (Luchetti Brothers)
1. The Daddy Quest (2003)
2. The Brother Quest (2004)
3. The Husband Quest (2004)
4. A Soldier's Quest (2005) – награда на „Harlequin“ за суперроманс, и награда на критиците „Reviewer's Choice“
5. The Mommy Quest (2006) – издадена и като „A Mom for Tim“, награда „РИТА“ за най-добър съвременен романс

#### Серия „Нощни създания“ (Night Creature)
1. Blue Moon (2004) – награда „РИТА“ за най-добър паранормален романс
2. Hunter's Moon (2005)
3. Dark Moon (2005)
4. Crescent Moon (2006)
5. Midnight Moon (2006)
6. Rising Moon (2007)
7. Hidden Moon (2007)
8. Thunder Moon (2008)
9. Marked By The Moon (2010)
10. Moon Cursed (2011)
11. Crave The Moon (2011)
12. Shadow of the Moon (2011)

- Red Moon Rising (2004) – в „Stroke of Midnight“
- Charmed by the Moon (2006) – в „My Big Fat Supernatural Wedding“

#### Серия „Хрониките Финикс“ (Phoenix Chronicles)
1. Any Given Doomsday (2008)
2. Doomsday Can Wait (2009)
3. Apocalypse Happens (2009)
4. Chaos Bites (2010)

#### Серия „Безсмъртният Шекспир“ (Shakespeare Undead)
1. Shakespeare Undead (2010)
2. Zombie Island (2012)

#### Участие в общи серии с други писатели

##### Серия „Ангелски докосвания“ (Angel's Touch)
- D.J.'s Angel (1995)

от серията има още 11 романа от различни автори

##### Серия „Легендарни любовници“ (Legendary Lovers)
- By Any Other Name (1998)
Забранена любов, изд.: ИК „Ирис“, София (2000), прев. Диляна Димитрова

от серията има още 8 романа от различни автори

#### Сборници
- Trick or Treat (1997) – с Ларк Идън, Стоби Пиел и Линда Трент
- The Farmer's Wife / Dreamless (2002)
- Then He Kissed Her (2003) – с Кейт Донован и Джули Мофет
- Wrong Man / Daddy Quest (2004) – с Лора Абът
- Family of Her Own / Brother Quest (2004) – с Бренда Новак
- Husband Quest / Operation – Texas (2004) – с Роксан Ръстанд
- Stroke of Midnight (2004) – с Аманда Ашли, Л. А. Банкс и Шерилин Кениън
- Dates from Hell (2005) – с Кели Армстронг, Ким Харисън и Линси Сандс
- My Big Fat Supernatural Wedding (2006) – с Л. А. Банкс, Джим Бътчър, Рейчъл Кейн, П.Н. Елрод, Естер Фрайшър, Шарлейн Харис, Шерилин Кениън и Сюзън Кринард
- Moon Fever (2007) – с Каридад Пинейро, Маги Шейн и Сюзън Сайзмор
- No Rest for the Witches (2007) – с Мери Джанис Дейвидсън, Чейен Макгрей и Кристин Уорън
- Mothers of the Year (2008) – с Анна Дистефано и Ребека Уинтърс

#### Разкази
- Red Moon Rising (2004)
- Charmed by the Moon (2006)

### Като Лори Остин

#### Самостоятелни романи
- By Any Other Name (2012)
- An Outlaw For Christmas (2012)

#### Серия „Имало едно време на Запад“ (Once Upon a Time in the West)
1. Beauty and the Bounty Hunter (2012)
2. An Outlaw in Wonderland (2013)
3. The Lone Warrior (2014)

#### Новели
- When Morning Comes (2012)